# Літки (Хмельницький район)
Лі́тки — село в Україні, у Деражнянській міській громаді Хмельницького району Хмельницької області. Населення становить 390 осіб.

## Населення

### Мова
Розподіл населення за рідною мовою за даними перепису 2001 року:
| Мова            | Кількість | Відсоток |
| --------------- | --------- | -------- |
| українська      | 386       | 98.97%   |
| білоруська      | 2         | 0.51%    |
| російська       | 1         | 0.26%    |
| інші/не вказали | 1         | 0.26%    |
| Усього          | 390       | 100%     |

## Історична довідка
Датою заснування вважається 1497 р.
7 (20) листопада 1917 року, відповідно до Третього Універсалу Української Центральної Ради, увійшло до складу Української Народної Республіки.
12 червня 2020 року, відповідно до розпорядження Кабінету Міністрів України № 727-р «Про визначення адміністративних центрів та затвердження територій територіальних громад Хмельницької області», увійшло до складу Деражнянської міської громади.
19 липня 2020 року, в результаті адміністративно-територіальної реформи та ліквідації Деражнянського району, село увійшло до складу Хмельницького району.

## Герб
Затверджений 22 червня 2017р. рішенням №5 сесії сільської ради. Автор - І.Д.Янушкевич.
У срібному щиті зелений стовп із радіально вигнутими всередину краями, в якому золотий стиглий колосок пшениці. Обабіч стовпа у срібному полі по пурпуровій квітці мальви на зеленому стеблі, внизу якого зелене листя, зверху три бутона, що розцвітають.

## Транспортне сполучення
Поблизу села проходить магістральна електрифікована двоколійна залізниця напрямку Хмельницький-Жмеринка (далі на Вінницю, Київ та Одесу).
Курсують приміські електропоїзди сполученням Жмеринка — Хмельницький (кінцева зупинка — ст. Гречани у Хмельницькому) та зворотно.
На ст. Жмеринка можна здійснити пересадку до станцій:
- Козятин (Вінниця, Калинівка)
- Вапнярка (Рахни, Шпиків, Ярошенка)
- Могилів-Подільський (Бар)

На ст. Гречани можна пересідати на електро- та дизель-поїзди:
- до ст. Волочиськ, Підволочиськ
- до ст. Старокостянтинів, Шепетівка
- до ст. Ларга або Ленківці через Ярмолинці, Кам'янець-Подільський.

Електропоїзди на шляху від Жмеринки до Гречан проходять такі зупинки як:
- Сербинівці
- пл. Стодульці
- Деражня
- пл. Літки
- Коржівці
- Богданівці
- пл. Ракове
- Хмельницький
- пл. Речовий ринок